# Carbeto de tântalo
Carbetos de tântalo formam uma família de compostos químicos binários de tântalo e carbono com a fórmula empírica TaCx, onde x usualmente varia entre 0,4 e 1. São extremamente duros, quebradiços, materiais cerâmicos refratários com condutividade elétrica metálica.